# Christos în casa părinților săi
Christos în casa părinților săi (1849-1850) este o pictură de John Everett Millais, care ilustrează Sfânta Familie în atelierul de dulgherie al lui Iosif. Pictura a fost extrem de controversată când a fost expusă pentru prima dată, ceea ce a dus la numeroase comentarii negative, mai ales unul scris de Charles Dickens. Ea a catapultat Frăția prerafaelită, obscură la acel moment, și a contribuit în mod semnificativ la dezbaterea despre realism în artă.
În prezent tabloul este găzduit în Tate Britain din Londra.

## Subiect
Pictura îl descrie pe tânărul Iisus ajutându-l pe Iosif în atelierul său. Iosif face o ușă, care este așezată pe masa de lucru pentru dulgherie. Isus s-a tăiat la mâna într-un cui expus, simbolizând stigmatele și prefigurând răstignirea lui Isus. O parte din sânge a căzut pe picior. În timp ce bunica lui Isus, Ana, îndepărtează cuiul cu o pereche de clești, în timp ce mama lui îngrijorată, Maria, își oferă obrazul pentru un sărut. Iosif examinează mâna rănită a lui Isus. Un băiețel, care va fi mai târziu cunoscut ca Ioan Botezătorul, aduce apă pentru spălarea rănii, prefigurând botezarea de mai târziu a lui Hristos. Un asistent al lui Iosif, care reprezintă viitorii apostoli ai lui Isus, observă aceste evenimente.
În fundalul tabloului sunt folosite mai multe obiecte pentru a simboliza semnificația teologică a subiectului. O scară, care se referă la scara lui Iacov, se sprijină pe peretele din spate, iar un porumbel care reprezintă Duhul Sfânt se odihnește pe ea. Alte instrumente de dulgherie se referă la Sfânta Treime. Millais probabil a folosit Melancholia I lui Albrecht Dürer ca sursă pentru această imagine, împreună cu lucrările quattrocento. Oile din stâna văzută prin ușă reprezintă viitoarea turmă creștină.
S-a sugerat că Millais a fost influențat de pictura lui John Rogers Herbert, Mântuitorul nostru supus părinților săi din Nazaret. De asemenea, el ar fi putut desena bazându-se pe un tablou care îl descrie pe Isus ajutându-l pe Iosif în atelierul său, care în acel moment a fost atribuit lui Annibale Carracci.

## Critica
Pictura a fost extrem de controversată când a fost expusă pentru prima oară datorită reprezentării realiste a atelierului de tâmplărie, în special a murdăriei și a detritusului de pe podea. Acest lucru era în contrast dramatic cu reprezentarea familiară a lui Isus, a familiei sale și a apostolilor săi în costume care amintesc de togii romane. Charles Dickens l-a acuzat pe Millais că a portretizat-o pe Maria ca pe o alcoolică ce arată
... atât de urâtă în urâțenia ei ... că ea se va distinge de restul celor din tablou ca un monstru, în cel mai josnic cabaret din Franța sau din cel mai mic magazin de gin din Anglia.
Criticii s-au opus, de asemenea, portretizării lui Isus, unul dintre ei plângându-se că era „dureros” să îl vadă pe „tânărul mântuitor”, descris ca „un băiat evreu cu părul roșu”. Dickens l-a descris ca pe un băiat cu ”gâtul sucit, înfundat, cu părul roșu îmbrăcat în cămașă de noapte, care pare să fi primit un ghiont ... jucându-se într-un jgheab alăturat”. Alți critici au sugerat că personajele prezentau semne de rahitism și alte afecțiuni asociate cu condițiile de murdărie. Din cauza controversei, regina Victoria a cerut ca tabloul să fie dus la Palatul Buckingham, astfel încât să o poată vedea în privat.
La Academia Regală pictura a fost expusă împreună cu un alt tablou al unui coleg de-al său, William Holman Hunt, care a prezentat de asemenea o scenă din istoria creștină timpurie în care o familie ajută un individ rănit. Aceasta a fost intitulată O familie britanică convertită care a adăpostit un misionar creștin din persecuția druizilor.

## Consecințe
Efectul comentariilor critice a fost acela de a face cunoscută mișcarea prerafaelită și de a crea o dezbatere despre relația dintre modernitate, realism și medievalism în artă. Criticul John Ruskin l-a sprijinit pe Millais într-o scrisoare către presă și în discursul său "Prerafaelitismul", în ciuda faptului că, personal, disprețuia pictura. Utilizarea realismului simbolic în cadrul picturii a condus la o mișcare mai largă în care alegerea compoziției și a temei a fost combinată cu o observație detaliată.